# Frankenthal
Frankenthal (ufficialmente Frankenthal (Pfalz) – letteralmente «Frankenthal (Palatinato)», in tedesco palatino Frongedahl) è una città extracircondariale di 48 773 abitanti del nord-est del Palatinato tra le città di Worms e Ludwigshafen nel land tedesco della Renania-Palatinato.
La città, famosa nella regione per la sua storica manifattura di porcellane, è tra le città culturalmente più ricche della Renania insieme a Worms, Heidelberg e Spira.
Frankenthal fa parte della regione metropolitana del triangolo Reno-Neckar.

## Geografia antropica
Appartengono alla città di Frankenthal (Pfalz) le frazioni di Eppstein, Flomersheim, Mörsch e Studernheim.

## Amministrazione

### Gemellaggi
La città di Frankenthal (Pfalz) è gemellata con:
- Colombes, dal 1958
- Strausberg, dal 1990
- Sopot, dal 1991
- Rosolini, dal 2018